# Dirk Tieleman
Dirk Tieleman (Kapellen, 8 maart 1940) is een Belgisch schrijver en journalist.

## Biografie
Dirk Tieleman is geboren op 8 maart 1940 in Kapellen bij Antwerpen, volgde secundair onderwijs op het jezuïetencollege Sint-Barbara in Gent en studeerde vervolgens Germaanse talen aan de Universiteit van Gent. In zijn jonge jaren was actief als groepsleider bij de Brigands-scoutsgroep van Wondelgem bij Gent. Na zijn studies gaf hij drie jaar les aan het Onze-Lieve-Vrouw-ten-Doorninstituut In Eeklo.
Vanaf 1967 werkte hij voor de nieuwsdienst van de BRT. Hij verzorgde de sociaal-economische berichtgeving met onder meer de oliecrisis van 1973/1974. Vanaf 1978 volgde hij de internationale berichtgeving in Zuidwest-Azië met name in Iran, Afghanistan en het Midden-Oosten. Hij specialiseerde zich in de islam. In 1989 stapte hij over naar de televisie, reisde opnieuw naar Iran en Afghanistan en bracht verslag uit voor Panorama over de Golfoorlog vanuit Irak, Koeweit en Egypte. Onmiddellijk na de val van de Sovjet-Unie reisde hij samen met cameraman Renaat Lambeets, geluidsman Chris Robberechts en fixer Toon Opdenacker met de motor dwars door Centraal-Azië en Rusland tot in Vladivostok. Verscheidene reportages en een boek waren het resultaat. In 1994 startte hij samen met Dirk Sterckx en Alain Coninx het actualiteitenprogramma Terzake op en in 1999 het programma Koppen, telkens als eindredacteur en presentator.
Na zijn pensionering bij de VRT in 2005 bleef hij actief in het productiehuis Telesaurus als eindredacteur van Nachtwacht en de Weg naar Mekka. Vanaf 2011 tot en met 2013 was hij presentator van het nieuwsmagazine Vlaanderen Vandaag bij het toenmalige VT4. Sindsdien is hij voltijds reiziger en schrijver.

## Publicaties
- Het land van GOS. Notities van een motorrijder (1993) (Hadewych/VRT 1)
- Iran. De Derde Revolutie (2009) (Van Halewyck/Canvas)
- Depressie (2010)  (Borgerhoff&Lamberigts)
- Overhoop. Over moslima’s en Vlaamse vrouwen. (2011) (Het Bronzen Huis)
- Wij willen ons land terug. Leven in Afghanistan (2011) (Van Halewyck)
- Operatie Kelk. Hoe het pedofilieschandaal in de Belgische Kerk losbarstte (2011) (Van Halewyck)
- De Durvers van de Jaren ’60 (2013) (Van Halewyck)
- De Grote Sprong Zijwaarts. Op Reis in de Chinese Far West (samen met Marc Buelens, Lutgart Dusar, Pieter Klingels) (2015) (Houtekiet)
- Utopia  (samen met Geert Heymans) (2016)(Davidsfonds/WPGUItgevers)
- Viva Cuba (2018) (Davidsfonds/Standaard Uitgeverij)
- Waarom we niets van de Oriënt begrijpen (en waarom we dat wel zouden moeten doen) (2022) (Davidsfonds/Standaard Uitgeverij)
- De rafels van Rusland (2024) (Standaard Uitgeverij)[1]

- International Standard Name Identifier: 0000 0003 8562 4797
- Library of Congress Control Number: n84120687
- Nederlandse Thesaurus van Auteursnamen: 106974602
- Virtual International Authority File: 241322227
- WorldCat: E39PBJjxqrGYM7gyM8jk9CdWjC